# Cussey-sur-Lison
Cussey-sur-Lison è un comune francese di 68 abitanti situato nel dipartimento del Doubs nella regione della Borgogna-Franca Contea. Il 1 gennaio 2022 ha incorporato il precedente comune di Châtillon-sur-Lison.

## Società

### Evoluzione demografica
Abitanti censiti